# جهادآباد شهید بهشتی
جهادآباد شهید بهشتی، روستایی در دهستان جهادآباد بخش مرکزی شهرستان عنبرآباد در استان کرمان ایران است.

## جمعیت
بر پایه سرشماری عمومی نفوس و مسکن در سال ۱۳۹۵، جمعیت این روستا برابر با ۱٬۰۴۸ نفر (۳۳۱ خانوار) بوده است.